# Déjà Vu I & II: The Casebooks of Ace Harding
Déjà Vu I & II: The Casebooks of Ace Harding è un videogioco d'avventura grafica pubblicato nel 1999 per Game Boy Color dalla Kemco. Comprende in soluzione unica i due giochi Déjà Vu e Déjà Vu II: Lost in Las Vegas, gialli ambientati negli anni '40 e pubblicati per altre piattaforme negli anni '80, mai usciti separatamente per la console.
In seguito la Infinite Ventures lo pubblicò per Pocket PC tramite Portable-games.com; annunciò anche versioni per Palm OS e Windows, di cui non si ha conferma.
Il gioco per Game Boy Color riproduce il sistema a finestre degli originali per computer, qui raffigurate come pagine di un blocco note ad anelli. I possibili comandi di azione del protagonista sono sotto forma di icone anziché parole di testo.
Lo stesso titolo Déjà Vu I & II: The Casebooks of Ace Harding era già stato usato nel 1992 per una raccolta dei due Déjà Vu per DOS e Windows 3.1; in questo caso si trattava di riedizioni.